# Elizabeth Mitchell
Elizabeth Mitchell (Los Ángeles, California, 27 de marzo de 1970) es una actriz estadounidense, reconocida principalmente por su interpretación en el papel de la doctora Juliet Burke en la serie estadounidense de ABC Lost. También interpretó en el remake de la serie de 2009 V a Erica Evans, una agente del FBI. Ha interpretado a Rachel Matheson en la serie de J.J. Abrams, Revolution y a Ingrid en la serie Once Upon a Time. Sus créditos en cine incluyen películas como Gia (1998), Persiguiendo a Betty (2000) y The Purge: Election Year (2016).

## Biografía

### Primeros años
Mitchell nació en Los Ángeles, California. Su padrastro, Joseph Day Mitchell, y su madre, Josephine Marian Mitchell son abogados radicados en Dallas, Texas. El mismo año de su nacimiento su familia se trasladó a Dallas, donde Elizabeth se graduó en la Booker T. Washington High School for the Performing and Visual Arts, una escuela pública. Es la mayor de tres hermanas. Su hermana Kristie (1978) es 8 años menor; y su hermana Kate (1982) 12 años más joven.
Elizabeth interpretó su primer papel con tan solo 7 años en el teatro de Dallas. Estudió en el Stephens College obteniendo el Bachelor of Fine Arts (BFA).

### Carrera

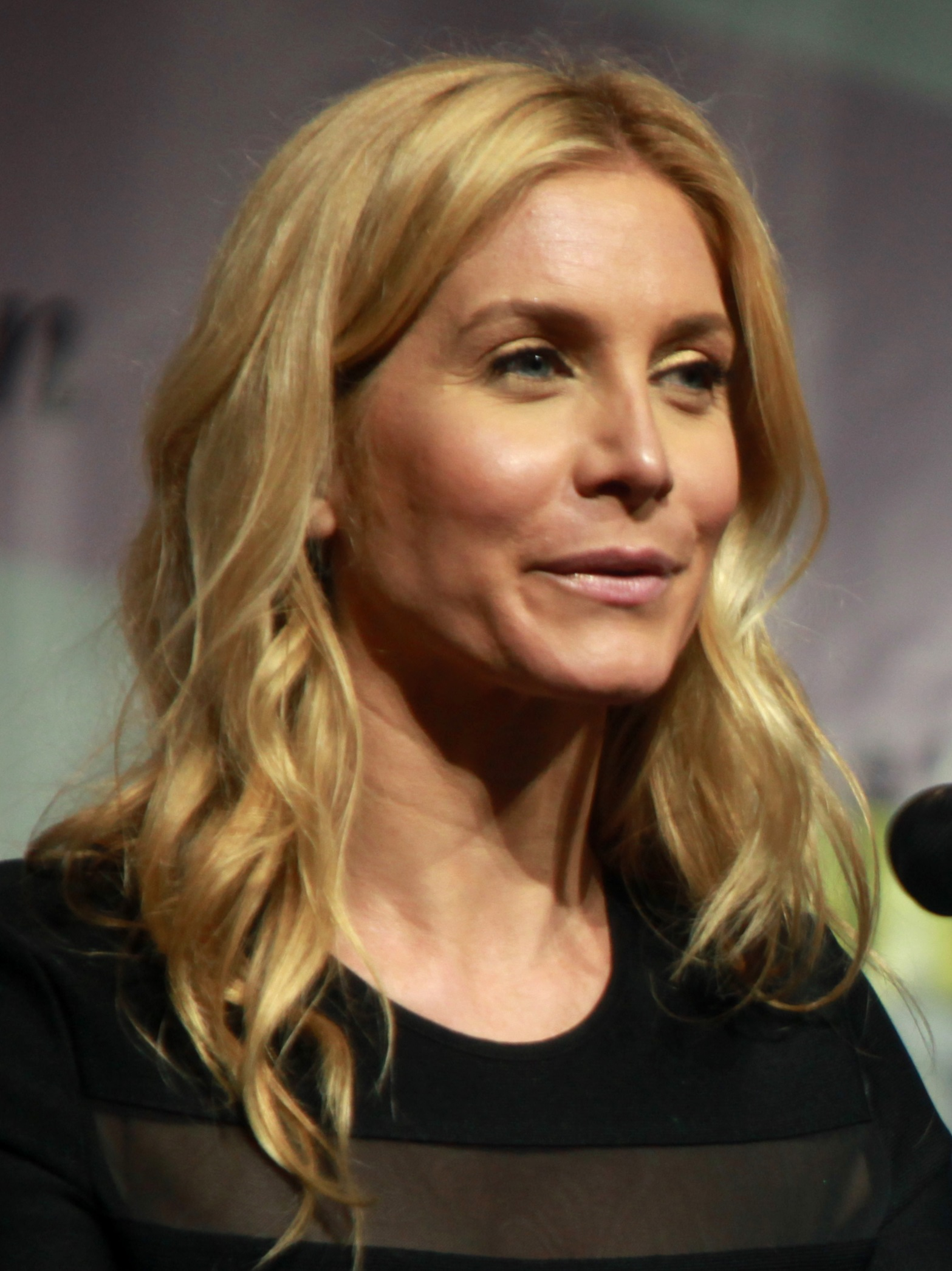
Mitchell en 2009.

Mitchell trabajó por seis años en el Dallas Theater Center y un año en el Encore Theater.
Más adelante obtuvo el papel recurrente de la doctora Kim Legaspi, la primera amante lesbiana de la doctora Kerry Weaver (Laura Innes) en la serie de televisión ER. Apareció también en la película del año 2000 Frequency junto con Dennis Quaid y Jim Caviezel e interpretó a la amante de Angelina Jolie en la película biográfica Gia. Paralelamente apareció en un episodio en la popular serie House M.D. interpretando a una paciente.
Luego, hizo el papel de Carol Newman/Mrs Claus en las películas navideñas y familiares de Disney, The Santa Clause 2 y The Santa Clause 3: The Escape Clause, protagonizadas por Tim Allen.
El papel más notorio en la carrera de Mitchell es el de la doctora Juliet Burke en la serie norteamericana Lost, la mente inquieta de "los otros" que trata de vivir con los supervivientes del vuelo 815 de la compañía Oceanic Airlines y salir de la isla para volver a ver a su hermana. Su primera aparición en la serie ocurrió en el primer episodio de la tercera temporada, "A Tale of Two Cities". Hizo parte del reparto regular hasta el primer episodio de la sexta y última temporada, llamado "LA X". Reapareció en el episodio final de la serie, titulado "The End".
En marzo de 2009 fue incluida en el reparto de la serie de ABC V, un remake de la serie de televisión del mismo nombre de 1983. Aunque los ejecutivos de ABC y Warner Bros. aseguraron inicialmente que Mitchell iba a aparecer en la serie como estrella invitada, la actriz terminó quedándose con el papel principal. Fueron emitidas dos temporadas de la serie antes de su cancelación. Mitchell tuvo una aparición especial en la serie policíaca Law & Order: Special Victims Unit en 2011, donde interpretó el papel de June Frye. Ese mismo año protagonizó la película Answers to Nothing en el papel de Kate. En 2012 se unió al reparto de la serie Revolution en el papel de Rachel Matheson, reemplazando a la actriz Andrea Roth, con quien Mitchell había trabajado en un episodio de la serie Lost. La serie fue estrenada el 17 de septiembre de 2012 y finalizó en mayo de 2014. Más adelante interpretó el papel recurrente de La reina de las nieves en la serie de fantasía Once Upon a Time a finales de 2014.

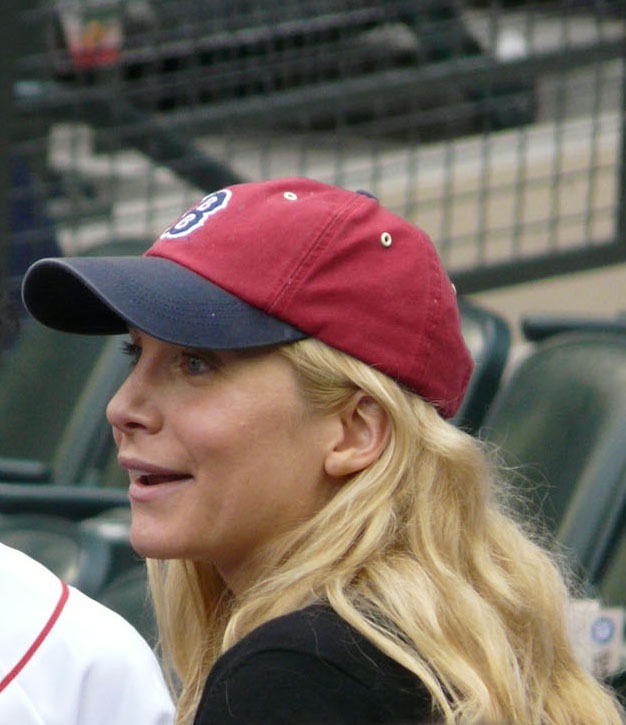
Mitchell en Seattle apoyando a los Medias Rojas de Boston.

En 2016, Mitchell interpretó el papel de la senadora Charlene 'Charlie' Roan en la película de horror The Purge: Election Year. Ese mismo año se anunció que la actriz integraría el elenco de la serie de horror sobrenatural Dead of Summer. En ella interpretó el personaje de Deb Carpenter. La serie finalizó tras una sola temporada.

## Premios
La actriz logró una nominación al premio Saturn como Mejor Actriz Secundaria en televisión por su interpretación de Juliet Burke en Lost durante tres años seguidos (2006-2009). Finalmente lo ganó en 2007 y 2008. También fue nominada a un premio Emmy como mejor actriz invitada por su interpretación de Juliet en el episodio The End, en la última temporada de Lost.

## Vida personal
Tuvo un noviazgo con el actor David Lee Smith. Mientras filmaban The Linda McCartney Story en 2000, Mitchell y su coprotagonista Gary Bakewell comenzaron a salir y luego se comprometieron, pero la relación terminó en 2002.
Se casó con Chris Soldevilla el 13 de junio de 2004. Ambos son padres de un niño nacido el 4 de septiembre de 2005, de nombre Christopher. Vivían en Bainbridge Island, en el estado de Washington. La pareja se divorció en 2013. Actualmente, está en una relación desde hace varios años con Jordan Arnold, directivo y responsable de diseño en Lightfox Games.

## Filmografía

### Cine
| Año  | Película                                | Personaje             |
| ---- | --------------------------------------- | --------------------- |
| 2024 | Sound of Hope: The Story of Possum Trot | Susan Ramsey          |
| 2020 | What We Found                           | Capitana Hilamn       |
| 2016 | The Purge: Election Year                | Senadora Charlie Roan |
| 2011 | Answers to Nothing                      | Kate                  |
| 2006 | The Santa Clause 3: The Escape Clause   | Señora Claus/Carol    |
| 2006 | Running Scared                          | Edele                 |
| 2002 | The Santa Clause 2                      | Carol Newman          |
| 2001 | Double Bang                             | Dra. Karen Winterman  |
| 2001 | Hollywood Palms                         | Blair                 |
| 2000 | Persiguiendo a Betty                    | Chloe Jensen          |
| 2000 | Frequency                               | Julia Sullivan        |
| 1999 | Molly                                   | Beverly Trehare       |

### Películas para televisión
| Año  | Película                          | Personaje           |
| ---- | --------------------------------- | ------------------- |
| 2019 | The Christmas Club                | Olivia Bennett      |
| 2013 | Kristin's Christmas Past          | Bárbara             |
| 2013 | La acusación contra Casey Anthony | Linda Drane Burdick |
| 2006 | Haskett's Chance                  | Ann Haskett         |
| 2004 | 3: The Dale Earnhardt Story       | Teresa Earnhardt    |
| 2004 | Gramercy Park                     | Taylor Elliot Quinn |
| 2002 | Man and Boy                       | Cyd Mason           |
| 2000 | The Linda McCartney Story         | Linda McCartney     |
| 1998 | Gia                               | Linda               |
| 1997 | Comfort, Texas                    | Trudy               |

### Series de televisión
| Año/s      | Serie                                      | Personaje                        | Notas                   |
| ---------- | ------------------------------------------ | -------------------------------- | ----------------------- |
| 2022-?     | The Santa Clauses                          | Carol newman                     |                         |
| 2022       | First Kill                                 | Margot Fairmont                  | 8 episodios             |
| 2021       | The Good Doctor                            | Dannie Miller                    | 1 episodio              |
| 2021       | Outer Banks                                | Limbrey                          |                         |
| 2019       | Blindspot                                  | Scarlett Myers                   | 1 episodio              |
| 2018       | The Expanse                                | Rev. Annushka Volovodov          | 11 episodios            |
| 2016       | Dead of Summer                             | Deb Carpenter                    | 10 episodios            |
| 2015       | Crossing Lines                             | Carine Strand                    | 12 episodios            |
| 2015       | Gortimer Gibbon's Life on Normal Street    | Melody Fuller                    | 1 episodio              |
| 2014       | Once Upon a Time                           | Ingrid/Reina de las nieves       | 10 episodios            |
| 2012-2014  | Revolution                                 | Rachel Matheson                  | 42 episodios            |
| 2011       | CollegeHumor Originals                     | Rachel                           | 1 episodio              |
| 2009-2011  | V                                          | Erica Evans                      | 22 episodios            |
| 2007-2008  | Lost: Missing Pieces                       | Dra. Juliet Burke                | 4 episodios (Miniserie) |
| 2006-2010  | Lost                                       | Dra. Juliet Burke/Juliet Carlson | 55 episodios            |
| 2004       | House                                      | Hermana Mary Augustin            | 1 episodio              |
| 2004       | Boston Legal                               | Christine Pauley                 | 2 episodios             |
| 2004       | Everwood                                   | Sara Beck                        | 1 episodio              |
| 2003, 2011 | Ley y orden: Unidad de víctimas especiales | June Frye/Andrea Brown           | 2 episodios             |
| 2003       | C.S.I.                                     | Melissa Winters                  | 1 episodio              |
| 2003       | The Lyon's Den                             | Ariel Saxon                      | 8 episodios             |
| 2001       | Spin City                                  | Nancy Wheeler                    | 1 episodio              |
| 2001       | The Beast                                  | Alice Allenby                    | 6 episodios             |
| 2000-2001  | ER                                         | Dr. Kim Legaspi                  | 14 episodios            |
| 1999-2000  | Time of Your Life                          | Ashley Holloway                  | 4 episodios             |
| 1998       | Significant Others                         | Jane Chasen                      | 6 episodios             |
| 1997       | JAG: Alerta roja                           | Sandra Gilbert                   | 1 episodio              |
| 1996       | Sentinel                                   | Wendy Hawthorne                  | 1 episodio              |
| 1996       | L.A. Firefighters                          | Laura Malloy                     | 6 episodios             |
| 1993       | Dangerous Curves                           | Bethanny Haines                  | 1 episodio              |

### Teatro
- Novatas (1992) - Jennifer
- Red Channels (1994) - Shelia Harcourt
- Three Tall Women (1995) - C
- Absolución (1999) - Esposa de Gordon
- El sueño de una noche de verano (2008) - Helena